# Caryanda quadridenta
Caryanda quadridenta är en insektsart som beskrevs av Feng, L., Peng Fu och Z. Zheng 2005. Caryanda quadridenta ingår i släktet Caryanda och familjen gräshoppor. Inga underarter finns listade i Catalogue of Life.